# برج سباسكايا
برج سباسكايا (بالروسية: Спасская башня) (ومعناه برج المخلص) هو البرج الرئيسي على الجدار الشرقي للكرملين في موسكو، ويطل على الميدان الأحمر.
بناه المعماري الإيطالي بيترو أنتونيو سولاري في عام 1491.